# Theodor Baumann (Politiker)
Heinrich Theodor Wenzeslaus Baumann (* 22. Februar 1829 in Jockern; † 19. Februar 1896 in Huisberden) war ein deutscher Rittergutsbesitzer und Politiker.

## Leben
Baumann war der Sohn des Ökonomen Cornelius Baumann (* 21. September 1791 in Mehr; † 24. April 1871 in Bislich) und dessen Ehefrau Susanna geborene Holland (* 1. Februar 1803 in Bislich; † 13. September 1871 ebenda). Er war katholisch und heiratete vor 1875 Johanna Cames (22. Juni 1836 in Strümp; † 16. Dezember 1913 in Düsseldorf).
Baumann lebte als Rittergutsbesitzer auf Haus Eyll, Gemeinde Wissel. Er war von 1883 bis zur Wahlrechtsreform 1888 stellvertretender Abgeordneter für den Stand der Ritterschaft der Regierungsbezirke Aachen/Düsseldorf im Provinziallandtag der Rheinprovinz. Beim 33. Provinziallandtag der Rheinprovinz 1888 wurde er einberufen und nahm an den Landtagsberatungen teil.